# 64e Legerkorps (Wehrmacht)
Het Duitse 64e Legerkorps (Duits: Generalkommando LXIV. Armeekorps) was een Duits legerkorps van de Wehrmacht tijdens de Tweede Wereldoorlog. Het korps kwam alleen in actie aan het westfront.

## Krijgsgeschiedenis

### Oprichting
Het 64e Legerkorps werd opgericht op 5 augustus 1944 in Dax in Frankrijk door omdopen van het 64e Reservekorps.

### 1944
Na de nederlaag van de Duitsers in Normandië werd een algehele terugtocht ingezet uit Frankrijk. Vanaf 18 augustus sloot ook het korps zich aan en begon zijn kust-stellingen te verlaten. Twee dagen later was het korps in Poitiers, vervolgens ging het terug via Bourges,  Nevers (1 september) naar Dijon, waar het op 6 september aankwam. Nu werd langzaam weer een front gevormd. Op 16 september beschikte het korps over de 716e Infanteriedivisie en resten van de 189e Reservedivisie. Vervolgens werd het korps, tezamen met de rest van het 19e Leger, richting de Rijn gedreven in de volgende maanden. Op 5 november voerde het korps het bevel over de 21e Pantserdivisie, de 716e Infanteriedivisie, de 16e Volksgrenadierdivisie en Panzerbrigade 106 “Feldherrnhalle”. Door het november-offensief van het 1e Franse Leger van 14 tot 25 november, werd het korps de Colmar pocket ingedreven, en verdedigde vervolgens de noordkant van de “zak”.

### 1945
Ter ondersteuning van Operatie Nordwind, lanceerde het korps op 8 januari 1945 aan de noordrand van het bruggenhoofd een aanval op Straatsburg. Met de 198e en 269e Infanteriedivisie en Pantserbrigade 106 werden verschillende Franse bataljons verslagen, maar op 12 januari kwam de aanval (Operatie Sonnenwende) op 15 km van zijn doel tot staan. Van 20 januari tot 9 februari 1945 nam het korps deel aan de verdediging van de Zak van Colmar tegen het offensief van het 1e Franse Leger. Het korps verdedigde taai, maar moest langzaam terrein prijsgeven. Op 9 februari bliezen de Duitsers de laatste brug over de Rijn op, bij Chalampé. Vervolgens werd het korps de noordelijke helft van het Rijnfront van het 19e Leger toegewezen. Op 22 februari 1945 beschikte het korps over de 198e Infanteriedivisie, de 16e en 708e Volksgrenadierdivisies, Divisie Nr. 405 en Brigade Bauer. Terwijl op 22 maart de Amerikanen bij Oppenheim de Rijn overgestoken waren, lag het korps nog steeds tegenover Straatsburg langs de Rijn, dus werd niet direct aangevallen. Pas nadat de Amerikanen en het 1e Franse Leger vanaf 27 maart uit het bruggenhoofd braken, kwam langzaam de noordflank van het korps in gevaar en moest het gaan terugtrekken. Rond 18 april kwam het korps voor Tübingen in de problemen, kon het de Franse troepen uiteindelijk twee dagen ophouden, maar uiteindelijk werd een groot deel van het korps omsingeld. De korpscommandant werd (na omzwervingen) gevangen genomen. De resten van het korps (op 30 april de resten van de 189 Infanteriedivisie en de 16e Volksgrenadierdivisie) trokken langs de noordkant van het Bodenmeer richting Vorarlberg. Dat was het einde.

Het 64e Legerkorps capituleerde op 8 mei 1945 in de Vorarlberg.

## Bovenliggende bevelslagen
| Leger              | Legergroep             | Plaats/regio                        | Begin            | Eind             |
| ------------------ | ---------------------- | ----------------------------------- | ---------------- | ---------------- |
| direct onder bevel | Heeresgruppe G         | Aquitanië                           | 5 augustus 1944  | 3 september 1944 |
| 19. Armee          | Heeresgruppe G         | Elzas                               | 4 september 1944 | 2 december 1944  |
| 19. Armee          | Heeresgruppe Oberrhein | boven-Rijn                          | 2 december 1944  | 29 januari 1945  |
| 19. Armee          | Heeresgruppe G         | boven-Rijn, Zwarte Woud, Vorarlberg | 29 januari 1945  | 8 mei 1945       |

## Commandanten

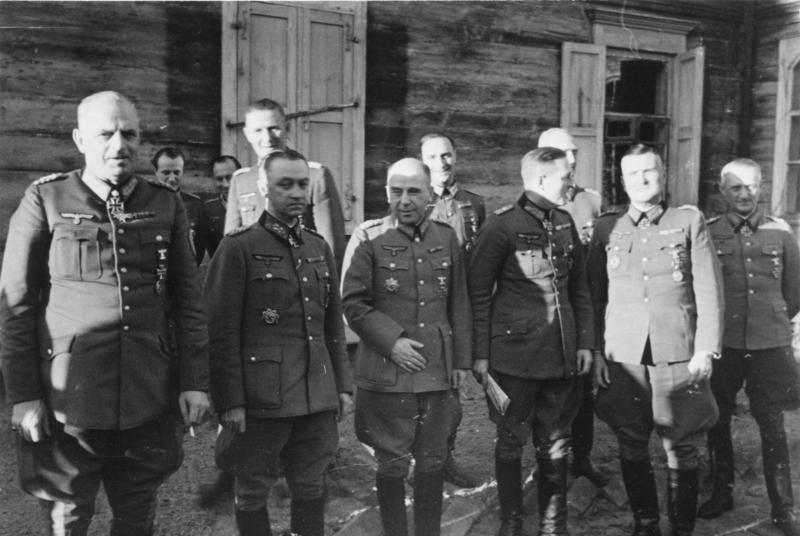
General Rudolf Freiherr von Roman (2e van rechts)

| Rang                   | Naam                      | Begin            | Eind             |
| ---------------------- | ------------------------- | ---------------- | ---------------- |
| General der Pioniere   | Karl Sachs                | 5 augustus 1944  | 1 september 1944 |
| General der Infanterie | Otto Lasch                | 1 september 1944 | 1 november 1944  |
| General der Infanterie | Hellmuth Thumm            | 1 november 1944  | 15 januari 1945  |
| Generalleutnant        | Friedrich-Wilhelm Hauck   | 15 januari 1945  | 21 januari 1945  |
| General der Artillerie | Maximilian Grimmeiß       | 21 januari 1945  | 15 april 1945    |
| Generalleutnant        | Helmuth Friebe            | 15 april 1945    | april 1945       |
| General der Artillerie | Rudolf Freiherr von Roman | april 1945       | 8 mei 1945       |